# داربيدمنصوري (مقاطعة إسلام آباد غرب)
داربيدمنصوري (بالفارسية: داربیدمنصوری) هي قرية تقع في كرمانشاه في إيران. يقدر عدد سكانها بـ 410 نسمة بحسب إحصاء 2016.